# Les Nouveaux Chevaliers du ciel
 (février 2023).
Si vous disposez d'ouvrages ou d'articles de référence ou si vous connaissez des sites web de qualité traitant du thème abordé ici, merci de compléter l'article en donnant les références utiles à sa vérifiabilité et en les liant à la section « Notes et références ».
Pour les articles homonymes, voir Tanguy et Laverdure.
Les Nouveaux Chevaliers du ciel est une série télévisée française en 10 épisodes de 52 minutes,  créée d'après la bande dessinée Les Aventures de Tanguy et Laverdure et la série télévisée de 1967 Les Chevaliers du ciel . Elle est diffusée à partir du 6 mars 1988 sur TF1.

## Synopsis
Cette série met en scène deux pilotes de chasse, les lieutenants Tanguy et Laverdure. Tanguy est une tête brûlée, séducteur naturel, consciencieux et courageux, alors que Laverdure est un dragueur éhonté, excentrique et gaffeur, mais tout de même un bon pilote.

## Fiche technique
- Titre : Les nouveaux chevaliers du ciel
- Pays d'origine :  France
- Langue originale : français

### Saison 1
- Réalisation : Patrick Jamain
- Scénario : Jean-Michel Charlier, Bernard Chabbert
- Adaptation et dialogues: Jacque Valter
- Musique : Jean Musy
- Durée : 6 episodes de 47min

### Saison 2
- Réalisation : Jean-Pierre Desagnat
- Scénario : Fernand Pluot, Jean-Pierre Desagnat
- Adaptation et dialogues: Fernand Pluot, Jean-Pierre Desagnat
- Musique : George Granier
- Durée : 4 episodes de 54min

## Distribution
- Christian Vadim : Tanguy (1988)
- Marc Maury : Tanguy (1990)
- Thierry Redler : Laverdure (1988-1990)
- Charles Berling : Jacquier (1988)
- Anne Teyssèdre : Julie (1988-1990)
- Jean-François Garreaud : ingénieur Deschaumes (1988 Saison 1 épisode Le mystère de l'ALSP)
- Agnès Blanchot : Alexandra  (1990 Saison 2 épisodes Les Ailes du désert (1/2) & L'Otage du désert (2/2)
- Pierre Londiche : Colonel Vigouroux (1990 Saison 2 épisodes "Les Ailes du désert" (1/2) & "L'Otage du désert" (2/2) )
- Cheik Doukouré : Djama (1990 Saison 2 épisodes "Les Ailes du désert" (1/2) & "L'Otage du désert" (2/2) )
- Claudio Baez : Guy Didier (1990 Saison 2 épisodes "Les aventuriers de Tihuaca" (1/2) & "Frontière interdite" (2/2) )

## Épisodes

### Saison 1
1. Picasso Bleu
2. Escadrille de la comédie
3. Syracuse Rouge
4. Vista Diaboli (ennemis en vue en code Bambini)
5. Le Mystère de l'ALSP
6. 36 heures

### Saison 2
1. Les Ailes du désert [1/2]
2. L'Otage du désert [2/2]
3. Les Aventuriers de Tihuaca [1/2]
4. Frontière interdite [2/2]

## Aéronefs apparaissant dans la série
- Aérospatiale Alouette II (Armée de l'air française)

- Aérospatiale Alouette III (Armée de l'air française, Forces aériennes suisses, Air Glaciers)

- Aérospatiale AS332 Super Puma (ALAT, Armée de l'air française)

- Airbus A300 (Air Inter)

- C160 Transal (Armée de l'air française)

- Dassault Breguet / Dornier Alpha Jet (Armée de l'air française)

- Dassault Falcon 20C (présenté comme avion de transport VIP britannique)

- Dassault Mirage IIIS (Forces aériennes suisses)

- Dassault Mirage 2000C (Armée de l'air française)

- Dassault Mirage 2000N (Armée de l'air française)

- Dassault Mirage F1C (Armée de l'air française)

- DeHavilland DH.115 Vampire Trainer (Forces aériennes suisses, présenté comme avion espion)

- Douglas DC-8 (Armée de l'air française)

- Embraer EMB-121 Xingu (Armée de l'air française)

- Fieseler Fi 156 Storch

- General Dynamics F-16A Fighting Falcon (Force aérienne belge, Force aérienne mexicaine)

- Hawker Hunter (Forces aériennes suisses)

- Latécoère Laté-17

- Morane-Saulnier MS.760 Paris (Armée de l'air française)

- Nord-Aviation Stampe SV-4C

- Northrop F-5E Tiger II (Forces aériennes suisses)

- Northrop F-5F Tiger II (Forces aériennes suisses)

- Pilatus P-3 (Forces aériennes suisses)

- Pilatus PC-6 Porter (Pilatus Aircraft, présenté comme avion ennemi)

- Pilatus PC-7 (Forces aériennes suisses)

- Piper Cub

- Planeur Janus CM

- SEPECAT Jaguar A (Armée de l'air française)

- SEPECAT Jaguar E (Armée de l'air française)

- Socata TB-10 Tobago

## Autour de la série

### Remarques
- Dans l'episode "Le mystère de l'ALSP", le missile présenté est un ASMP. L'ASLP a été un véritable projet chez l'Aérospatiale mais n'a pas débouché.
- Dans l'épisode "36 heures" l'avion présenté est un appareil du CEV déguisé en avion de transport britannique. On peut y voir le surnom "Boule de Crystal" sur le fuselage, et la cocarde française est camouflée.
- Dans l'épisode "Frontière interdite" on aperçoit brièvement une maquette de F-117.

### Film
- Les Chevaliers du ciel : film de Gérard Pirès

### Série tv
- Les Chevaliers du ciel : série télévisée de 1967